# Yanagawa
Yanagawa è una città giapponese della prefettura di Fukuoka.